# Pseudocuma tenuicauda
Pseudocuma tenuicauda — вид кумових ракоподібних родини Pseudocumatidae. Тіло завдовжки 3,5 мм. Воно складається з 19 сегментів: 5 передніх припадає на головогрудь, 8 на груди, черевце складається з 6 сегментів. Рачок зустрічається на півночі Каспійського моря та в річці Волга. Через канали рачок проник у Таганрозьку затоку Азовського моря.